# ميكس كوبنهاغن
ميكس كوبنهاغن|المهرجان السينمائي للمثليين والمثليات ومزدوجي الميول الجنسية والمتحولين جنسيا هو واحد من أقدم المهرجانات السينمائية للأفلام المثلية في العالم. كان يُعرف سابقا باسم مهرجان كوبنهاغن للمثليين والمثليات (بين عامي 1986-2010)، وهو أقدم وأحد أكبر مهرجانات الأفلام في الدنمارك. في عام 2010 تم تغيير اسمه إلى ميكس كوبنهاغن. لميكس كوبنهاغن مهرجانات سينمائية صغيرة أخرى مرتبطة بها وهي ميكس آرهوس، ميكس أودنسه، وميكس آلبورغ. ويعرض ميكس كوبنهاغن تعرض مجموعة مختارة من حوالي 60 فيلما طويلا، و 25 فيلماً وثائقياً و 30 فيلماً قصيراً ويقام خلال الأسبوع الأخير من شهر أكتوبر من كل عام. يحضر المهرجان أكثر من 10.000 شخص كل عام.

## جوائز
يقدم المهرجان جائزتين مختلفتين:
- ليلي - اسمها ليلي إلب ، أول شخص يخضع لجراحة إعادة تحديد الجنس في العالم. يتم تقديمه إلى أفضل فيلم طويل وأفضل فيلم وثائقي وأفضل فيلم قصير اختارته هيئة محلفين دولية، وكذلك إلى اختيار الجمهور الذي تم التصويت له كفيلم مفضل. وهو يتألف من تمثال صغير صممه الفنان ساسكيا بيس.
- بينت - سميت على اسم أول شخصية مثلية دانمركية من فيلم ليل سبيل (1978). تعطى لأفضل شخصية من مجتمع المثليين التي تم إنشاؤها في الدنمارك خلال العام السابق ويتكون من جائزة نقدية.

## وصلات خارجية
- MIX Copenhagen - LesbianGayBiTrans Film Festival - official website